# Договор водопользования
Договор водопользования — документ, который заключается между двумя сторонами, в которой первая это орган государственной власти, обязуется предоставить в пользование водный источник водопользователю, второму объекту. Согласно постановлению Правительства Российской Федерации от 18.02.2023 № 274, договор водопользования могут заключить как юридические лица и индивидуальные предприниматели, так и физические лица.

## Как заключить договор водопользования?
Договор водопользования, можно заключить несколькими способами:
1. Аукцион. Право пользованием водоисточника заключается по результатам аукциона, за исключением случаев, предусмотренных частью 2 Федерального закона от 26.07.2017 № 208-ФЗ;
2. Без аукциона. Договор водопользования заключается без проведения аукциона и только в тех случаях, в которых предусмотрено приобретение права пользования в целях забора (изъятия) водных ресурсов из водных объектов в соответствии с частью 3 статьи 38 настоящего Кодекса, производства электрической энергии без забора (изъятия) водных ресурсов из водных объектов,[1] при использовании поверхностных водных объектов для целей морского, внутреннего водного и воздушного транспорта,[2] использование водных объектов для лечебных и оздоровительных целей,[3] а также использование водных объектов для рекреационных целей[4] и если договор водопользования продляется на новый срок.[5]

Водопользователь, который исполнял свои обязанности надлежащим образом, имеет преимущество перед другими заявителями и по истечению срока договора в праве перезаключить его на новый, без проведения аукциона.

## Этапы подготовки и заключения договора водопользования через аукцион
- Порядок подготовки и заключения договора водопользования, а так же образец формы договора водопользования, порядок организации и проведения аукциона на право заключения договора водопользования утверждаются Правительством Российской Федерации.
- Извещение о проведении аукциона размещается на официальном сайте Российской Федерации для размещения информации о проведении торгов, определенном Правительством Российской Федерации. До определения Правительством Российской Федерации извещение о проведении аукциона размещается на официальном сайте организатора аукциона и опубликовывается им в периодическом печатном издании Информация о проведении аукциона обязана быть доступна для ознакомления всем заинтересованным в ней лицам без взимания дополнительной платы.
- Если по результатам аукциона, или ранее чем через 10 дней со дня размещения информации о результатах аукцион признан не состоявшимся, то заключение договора водопользования не допускается. Также при заключение договора по результатам аукциона не допустимо изменение условий, на основании соглашения сторон или в одностороннем порядке.
- В случае если по истечение срока аукциона, участие принимает один заявитель, то аукцион тоже считается несостоявшимся, но в этом случае организатор аукциона в течение 3 рабочих дней с даты принятия комиссией по проведению аукциона решения по итогам рассмотрения заявок на участие в аукционе или подписания протокола аукциона передаёт этому участнику аукциона 1 экземпляр протокола рассмотрения заявок или протокола аукциона и договор водопользования для его подписания.
- Заключение договора водопользования, в том числе по результатам аукциона, допускается с физическими лицами и юридическими лицами в случае отсутствия сведений о них в реестре недобросовестных водопользователей и участников аукциона на право заключения договора водопользования.
- После победы на аукционе, уполномоченное лицо передает победителю на подписание один экземпляр протокола аукциона и договор водопользования;
- В течение трех дней с даты подписания протокола, победитель обязан предоставить уполномоченному органу подписанный оригинал договора водопользования и документ подтверждающий оплату победителем аукциона предмет пользования.

## Этапы подготовки и заключения договора водопользования без аукциона
Физические и юридические лица, а также предприниматели, обращаются напрямую в  территориальный орган Федерального агентства водных ресурсов с запросом о предоставлении сведений об идентификационных характеристиках водного объекта, координатах местоположения береговой линии или границы водного объекта, содержащихся в государственном водном реестре с предварительно заполненным договором.

## Применяемые нормы
Нормы, которые применяют к договору водопользования, регламентированы в статье №12 Водного кодекса Российской Федерации. К ним относятся:
- Предоставление органом государственной власти или местного самоуправления права пользования водным объектом полностью или частично за плату;
- К договору водопользования распространяются положения об аренде, которые предусмотрены Гражданским кодексом Российской Федерации, если иной не предусмотрен в Водном кодексе РФ;
- Договор водопользования считается действительным только тогда, когда он зарегистрирован в государственном водном реестре.

## Срок договора
Договор водопользования действует сроком до 20 лет, но может быть изменен или расторгнут в соответствии с Гражданским кодексом Российской Федерации в связи с существенным нарушением договора одной из сторон или в связи с существенным изменением обстоятельств, а также в случае одностороннего отказа от исполнения договора полностью или частично, когда такой отказ допускается законом или соглашением сторон, договор считается расторгнутым или измененным.

## Нормативные документы
Постановление Правительства РФ от 18.02.2023 № 274
Образцы заявлений договора водопользования